# Martín Vassallo Argüello
Pour les articles homonymes, voir Argüello.
Martín Vassallo Argüello, né le 10 février 1980 à Temperley, est un joueur de tennis argentin professionnel depuis 1999.
Il s’est fait connaître par sa qualification en huitième de finale des Internationaux de France de tennis 2006 après avoir éliminé Sébastien Grosjean. Il fut battu en huitième de finale par son compatriote David Nalbandian.
Il est, avec Nikolay Davydenko, l'un des protagonistes d'une affaire alléguée de manipulation de paris , lors de l'édition 2007 de l'Tournoi de tennis de Sopot. L'enquête ouverte par l'ATP est en cours .

## Carrière
2008
Vassallo Argüello commence sa saison par l'Open d'Australie mais s'incline au premier tour face à Jesse Levine. Il atteint les 1/8 de finale à Viña del Mar. Aux Internationaux de France de tennis,il est battu par Jarkko Nieminen au second tour après avoir éliminé Feliciano López. Vassallo Argüello s'incline également au second tour du Tournoi de Wimbledon sèchement contre Nicolas Kiefer. Il s'incline dès le premier tour de l'US Open contre David Ferrer avant de remporter le tournoi challenger d'Asuncion en octobre en battant Florian Mayer en finale. Il remporte aussi le challenger de Buenos Aires face à Rubén Ramírez Hidalgo et conclut sa saison par une victoire au challenger de Lima contre Sergio Roitman.

## Palmarès

### Titre en double (1)
| No | Date       | Nom et lieu du tournoi           | Catégorie   | Dotation  | Surface      | Partenaire     | Finalistes                | Score    |          |
| -- | ---------- | -------------------------------- | ----------- | --------- | ------------ | -------------- | ------------------------- | -------- | -------- |
| 1  | 26-02-2007 | Abierto Mexicano Telcel Acapulco | Series Gold | 732 000 $ | Terre (ext.) | Potito Starace | Lukáš Dlouhý Pavel Vízner | 6-0, 6-2 | Parcours |

## Parcours en Grand Chelem

### En simple
| Année | Open d'Australie | Open d'Australie | Roland-Garros   | Roland-Garros    | Wimbledon       | Wimbledon          | US Open         | US Open         |
| ----- | ---------------- | ---------------- | --------------- | ---------------- | --------------- | ------------------ | --------------- | --------------- |
| 2002  | -                | -                | 1er tour (1/64) | Todd Martin      | -               | -                  | -               | -               |
| 2003  | -                | -                | -               | -                | -               | -                  | -               | -               |
| 2004  | -                | -                | -               | -                | 1er tour (1/64) | Fernando González  | -               | -               |
| 2005  | -                | -                | -               | -                | -               | -                  | -               | -               |
| 2006  | -                | -                | 4e tour (1/8)   | David Nalbandian | -               | -                  | -               | -               |
| 2007  | 1er tour (1/64)  | Danai Udomchoke  | 2e tour (1/32)  | Filippo Volandri | 1er tour (1/64) | Lee Hyung-taik     | 1er tour (1/64) | José Acasuso    |
| 2008  | 1er tour (1/64)  | Jesse Levine     | 2e tour (1/32)  | Jarkko Nieminen  | 2e tour (1/32)  | Nicolas Kiefer     | 1er tour (1/64) | David Ferrer    |
| 2009  | 1er tour (1/64)  | Gaël Monfils     | 2e tour (1/32)  | Igor Andreev     | 2e tour (1/32)  | Stanislas Wawrinka | 1er tour (1/64) | Robert Kendrick |

À droite du résultat, l'ultime adversaire

### En double
| Année | Open d'Australie             | Open d'Australie           | Roland-Garros                  | Roland-Garros                           | Wimbledon | Wimbledon | US Open | US Open |
| ----- | ---------------------------- | -------------------------- | ------------------------------ | --------------------------------------- | --------- | --------- | ------- | ------- |
| 2007  | 1er tour (1/32) José Acasuso | Mark Knowles Daniel Nestor | 1er tour (1/32) Potito Starace | Guillermo García-López Filippo Volandri | -         | -         | -       | -       |
| 2008  | 1er tour (1/32) Petr Pála    | Rik De Voest Chris Haggard | -                              | -                                       | -         | -         | -       | -       |

Sous le résultat, le partenaire ; à droite, l'ultime équipe adverse